# Oda Nobuna no Yabō
Oda Nobuna no Yabō (織田信奈の野望, Oda Nobuna no Yabō, littéralement « L'ambition d'Oda Nobuna ») est une série de light novels écrite par Mikage Kasuga et illustrée par Miyama-Zero. Elle est publiée depuis août 2009 par SoftBank Creative et dix tomes sont sortis en mars 2013.
Deux adaptations en mangas ont vu le jour. La première, plus fidèle à la série originale, est illustrée par Aoba Shigure et publiée depuis juillet 2011. La seconde, intitulée Oda Nobuna no Yabō: Himesama to Issho, est illustrée par Minazuki Futago et publiée entre 2011 et 2012. Une adaptation en série télévisée d'animation produite par le studio Madhouse a été diffusée entre juillet et septembre 2012, et est diffusée en streaming en version sous titrée en français par Crunchyroll.

## Synopsis
Yoshiharu Sagara, un lycéen passionné de jeux vidéo sur le Japon féodal, en particulier la série Nobunaga's Ambition, se retrouve tout à coup en pleine bataille pendant l'époque Sengoku. Il est sauvé par un homme qui serait devenu plus tard Toyotomi Hideyoshi, mais au coût de la vie de ce dernier.
Yoshiharu découvre alors que cet événement a complètement modifié l'histoire : le daimyo Oda Nobunaga, unificateur de Japon, est maintenant une jeune fille brillante qui se nomme Oda Nobuna. Yoshiharu — qui prend la place de Toyotomi Hideyoshi et est surnommé Saru (サル, littéralement « singe ») — commence à travailler sous son commandement pour ramener l'histoire à son bon parcours et trouver le moyen de retourner dans son époque.

## Personnages

### Clan Oda
Yoshiharu Sagara (相良 良晴)
- Seiyū : Takuya Eguchi

Oda Nobunaga (織田 信奈, Oda Nobuna)
- Seiyū : Itō Kanae

Shibata Katsuie (柴田 勝家, Shibata Katsuie)
- Seiyū : Hitomi Nabatame

Niwa Nagahide (丹羽 長秀, Niwa Nagahide)
- Seiyū : Rei Matsuzaki

Maeda Toshiie (前田 犬千代, Maeda Inuchiyo)
- Seiyū : Misato Fukuen

Hachisuka Goemon (蜂須賀 五右衛門, Hachisuka Goemon)
- Seiyū : Tomoko Kaneda

Oda Nobukatsu (織田 信勝, Oda Nobukatsu) / Tsuda Nobusumi (津田 信澄, Tsuda Nobusumi)
- Seiyū : Emiri Katō

Nene (ねね)
- Seiyū : Natsuki Kitakata

### Clan Saitō
Saitō Dōsan (斎藤 道三, Saitou Dousan)
- Seiyū : Mugihito

Akechi Mitsuhide (明智 光秀, Akechi Mitsuhide)
- Seiyū : Sayuri Yahagi

Takenaka Hanbē (竹中 半兵衛, Takenaka Hanbee)
- Seiyū : Yui Ogura

Zenki (前鬼)
- Seiyū : Shinya Takahashi

Saitō Yoshitatsu (斎藤 義龍, Saitou Yoshitatsu)
- Seiyū : Kiyoyuki Yanada

Kichō (帰蝶, Kichou)

### Clan Imagawa
Imagawa Yoshimoto (今川 義元, Imagawa Yoshimoto)
- Seiyū : Mamiko Noto

Matsudaira Motoyasu (松平 元康, Matsudaira Motoyasu)
- Seiyū : Suzuko Mimori

Hattori Hanzō (服部 半蔵, Hattori Hanzou)
- Seiyū : Takahiro Sakurai

### Clan Miyoshi
Konoe Sakihisa (近衛 前久, Konoe Sakihisa)
Tsuda Sōkyū (津田 宗及, Tsuda Sougyuu)
Shōkakuin Gōsei (正覚院豪盛, Shoukakuin Gousei)
Matsunaga Hisahide (松永 久秀, Matsunaga Hisahide)
- Seiyū :Masumi Asano

Asakura Yoshikage (朝倉 義景, Asakura Yoshikage)
- Seiyū : Ryōhei Kimura

### Autres personnages
Azai Nagamasa (浅井 長政, Asai Nagamasa)
- Seiyū : Mitsuki Saiga

Bontenmaru (梵天丸)
- Seiyū : Rumi Ookubo

Louise Frois (ルイズ・フロイス, Ruizu Furoisu)
- Seiyū : Rina Satō

Himiko (姫巫女)
- Seiyū : Sumire Morohoshi

Takeda Shingen (武田 信玄, Takeda Shingen)

## Light novel
| no | Japonais          | Japonais          |
| no | Date de sortie    | ISBN              |
| -- | ----------------- | ----------------- |
| 1  | 15 août 2009      | 978-4-7973-5450-8 |
| 2  | 15 février 2010   | 978-4-7973-5744-8 |
| 3  | 15 mars 2010      | 978-4-7973-5875-9 |
| 4  | 15 septembre 2010 | 978-4-7973-6123-0 |
| 5  | 11 février 2011   | 978-4-7973-6222-0 |
| 6  | 15 juin 2011      | 978-4-7973-6442-2 |
| 7  | 15 novembre 2011  | 978-4-7973-6749-2 |
| 8  | 15 mars 2012      | 978-4-7973-6898-7 |
| 9  | 15 juillet 2012   | 978-4-7973-7000-3 |
| 10 | 16 mars 2013      | 978-4-7973-7234-2 |

## Manga
Une adaptation fidèle de la série de light novel est publiée depuis juillet 2011 dans le magazine Comp Ace. Une série dérivée a été publiée à partir d'août 2011 dans le magazine numérique Age Premium.
| no | Japonais       | Japonais          |
| no | Date de sortie | ISBN              |
| -- | -------------- | ----------------- |
| 1  | 7 mars 2012    | 978-4-04-712786-9 |
| 2  | 5 juillet 2012 | 978-4-04-712815-6 |

| no | Japonais         | Japonais          |
| no | Date de sortie   | ISBN              |
| -- | ---------------- | ----------------- |
| 1  | 23 février 2012  | 978-4-04-120135-0 |
| 2  | 5 juillet 2012   | 978-4-04-120341-5 |
| 3  | 23 janvier 2013  | 978-4-04-120595-2 |
| 4  | 22 juin 2013     | 978-4-04-120795-6 |
| 5  | 26 décembre 2013 | 978-4-04-120958-5 |

## Anime
La production de la série télévisée d'animation a été annoncée en novembre 2011. Elle est produite par le studio Madhouse en collaboration avec le studio Gokumi. La série a été diffusée du 9 juillet au 24 septembre 2012 sur la chaine TV Tokyo. Six DVD/Blu-ray regroupant les douze épisodes sont sortis.
La série est diffusée en streaming légal par Crunchyroll en version sous titrée en français ou anglais,.

### Épisodes
| No | Titre français                        | Titre japonais     | Titre japonais           | Date de 1re diffusion |
| No | Titre français                        | Kanji              | Rōmaji                   | Date de 1re diffusion |
| -- | ------------------------------------- | ------------------ | ------------------------ | --------------------- |
| 1  | Nobuna et le Singe                    | 信奈とサル         | Nobuna to Saru           | 9 juillet 2012        |
| 2  | Luttes internes dans le clan Oda      | 織田家、お家騒動   | Oda-ke, Oie Sōdō         | 16 juillet 2012       |
| 3  | Troubles à Mino                       | 美濃動乱           | Mino Dōran               | 23 juillet 2012       |
| 4  | Les vents du changement ! Okehazama ! | 風雲！桶狭間！     | Fūun! Okehazama!         | 30 juillet 2012       |
| 5  | La stratégie du tacticien de génie    | 天才軍師調略！     | Tensai Gunshi Chōryaku!  | 6 août 2012           |
| 6  | Une nuit à Sunomata                   | 墨俣一夜城         | Sunomata Ichiya Jō       | 13 août 2012          |
| 7  | En marche vers Kyoto                  | 信奈上洛           | Nobuna Jraku             | 20 août 2012          |
| 8  | Sakai, la cité libre dorée            | 黄金の自由都市・堺 | Ōgon no Jiyū Toshi Sakai | 27 août 2012          |
| 9  | La bataille du temple...              | 清水寺攻防         | Kiyomizudera Kōbō        | 3 septembre 2012      |
| 10 | Nobuna en danger                      | 信奈絶体絶命       | Nobuna Zettai Zetsumei   | 10 septembre 2012     |
| 11 | Retraite à Kanegasaki                 | 金ヶ崎の退きロ     | Kanegasaki no Nokikuchi  | 17 septembre 2012     |
| 12 | La conquête                           | 天下布武           | Tenka Fubu               | 24 septembre 2012     |